# Digital down converter
En processament de senyals digitals, un digital down-converter (DDC) converteix un senyal digitalitzat centrat a una freqüència intermèdia (IF) en un senyal complex a banda base, és a dir, amb centre en la freqüència zero. A més de la conversió freqüencial, un DDC típicament  delma el senyal digital, el que permet la continuació del processament del senyal a menor velocitat.

## Arquitectura

Digital downconverter

Un DDC consta de tres components: un  sintetitzador digital directe (DDS), un Filtre passabaix (LPF), i un  delmador (que pot ser integrat en el baix filtre de pas).
El DDS genera un sinusoide complex en la freqüència intermèdia. La multiplicació de la freqüència intermèdia amb el senyal d'entrada crea imatges centrades a la suma i diferència de freqüència. Els filtres passa baixes passa la diferència (és a dir, banda de base) de freqüència alhora que rebutja la freqüència imatge suma, el que resulta en una representació de banda base complexa del senyal original. Suposant una elecció assenyada d'amplada de banda IF i LPF, el senyal complex de banda base és matemàticament equivalent al senyal original.
Qualsevol tipus de filtre pas baix es pot utilitzar per a aquest propòsit incloent els filtres  FIR,  IIR i CIC. L'elecció més comuna és un filtre FIR.

## Variacions sobre la DDC
Algunes variacions en la DDC són útils, entre elles moltes d'introduir un senyal de retroalimentació en el DDS. Aquests inclouen:
- Recuperació de portadora en  PLLs en què la I i Q es comparen amb el punt més proper d'una constel·lació ideal  PSK del senyal, i el senyal d'error resultant és filtrat i alimentada de nou el DDS.
- bucle Costas en què la I i Q es multipliquen i són filtrades pas baix com a part d'un bucle per a la recuperació de la portadora en modulacions BPSK/QPSK.

## Aplicacions
Els DDC s'usen en FPGAs o ASICs. Encara que les implementacions en programari també són possibles, les operacions en el DDS, multiplicadors i etapes d'entrada de pas baix filtra tot funcionarà a la freqüència de mostreig de les dades d'entrada. Aquestes dades són comunament preses directament de Convertidor analògic-digitals (ADC) mostreig en desenes o centenars de MHz, el que és més enllà de les capacitats de càlcul en temps real dels processadors de programari.
L'algorisme CORDIC són una alternativa per a l'ús de multiplicadors en la implementació de la tecnologia digital per convertidors freqüencials.